# 五膜草科
五膜草科又名五隔草科，只有1属约30种，主要分布在东南亚。中国有3种，全部生长在南岭以南地区。
本科植物为多年生草本；茎短；单叶互生，叶大，稍肉质；花两性，小，排成蝎尾状的穗状花序；花冠钟状，白色，5裂；果实为浆果，有多个小种子，种皮有网纹。
1981年的克朗奎斯特分类法将其列在桔梗目，1998年根据基因亲缘关系分类的APG 分类法将其合并到菊目中。